# Clément Chantôme
Clément Chantôme (født 11. september 1987 i Sens, Frankrig) er en fransk fodboldspiller, der spiller som midtbanespiller hos RC Lens, hvortil han er på lån fra Rennes. Han har desuden tidligere spillet for blandt andet Paris Saint-Germain og Girondins Bordeaux.

## Landshold
Chantôme har (pr. marts 2018) spillet én kamp for Frankrig. Han har derudover også i 2006 spillet seks kampe for landets U-21 landshold.

## Titler
Coupe de la Ligue
- 2008 med Paris Saint-Germain